# Brian McKenna
Pour les articles homonymes, voir McKenna.
Brian McKenna, né le 8 août 1945 à Montréal et mort dans la même ville le 5 mai 2023, est un réalisateur, scénariste, producteur et acteur canadien.

## Filmographie

### Réalisateur
- 1988 : The Killing Ground (TV)
- 1992 : A Savage Christmas: The Fall of Hong Kong (TV)
- 1992 : Death by Moonlight: Bomber Command (TV)
- 1992 : In Desperate Battle: Normandy 1944 (TV)
- 1994 : The Making of a Leader (1919-1968) (TV)
- 1994 : Establishing a Just Society (1972-1984) (TV)
- 1994 : The Art of Governing (1968-1972) (TV)
- 1995 : War at Sea: U-boats in the St. Lawrence
- 1995 : War at Sea: The Black Pit
- 1996 : A Web of War
- 1999 : War of 1812 (feuilleton TV)
- 2000 : Fire and Ice: The Rocket Richard Riot
- 2002 : Chiefs (feuilleton TV)
- 2003 : Korea: The Unfinished War (feuilleton TV)
- 2005 : Big Sugar (TV)
- 2007 : The Great War (TV)

### Scénariste
- 1988 : The Killing Ground (TV)
- 1992 : A Savage Christmas: The Fall of Hong Kong (TV)
- 1992 : Death by Moonlight: Bomber Command (TV)
- 1992 : In Desperate Battle: Normandy 1944 (TV)
- 1995 : War at Sea: The Black Pit
- 1999 : War of 1812 (feuilleton TV)
- 2003 : Korea: The Unfinished War (feuilleton TV)
- 2005 : Big Sugar (TV)
- 2007 : The Great War (TV)

### Producteur
- 1992 : A Savage Christmas: The Fall of Hong Kong (TV)
- 1992 : Death by Moonlight: Bomber Command (TV)
- 1992 : In Desperate Battle: Normandy 1944 (TV)

### Acteur
- 2003 : Korea: The Unfinished War (feuilleton TV) : narrateur